# Joe Veleno
Joseph "Joe" Veleno, född 13 januari 2000, är en kanadensisk professionell ishockeyforward som spelar för Detroit Red Wings i National Hockey League (NHL).
Han har tidigare spelat för Malmö Redhawks i Svenska Hockeyligan (SHL); Grand Rapids Griffins i American Hockey League (AHL) samt Saint John Sea Dogs och Voltigeurs de Drummondville i Ligue de hockey junior majeur du Québec (LHJMQ).
Veleno draftades av Detroit Red Wings i första rundan i 2018 års draft som 30:e spelare totalt.
Veleno straffades med 5 matchers avstängning  efter att ha stämplat Schweizaren Nino Niederreiters vad med sin skridsko under en VM-match 2023. 

## Statistik
| 2013–2014    | Lions du Lac St-Louis       |              | 27  | 18 | 18  | 36  | 22  | 3  | 1  | 1  | 2  | 4  |
| 2014–2015    | Lions du Lac St-Louis       | LHMAAAQ      | 41  | 16 | 36  | 52  | 57  | 12 | 2  | 2  | 4  | 12 |
| 2015–2016    | Saint John Sea Dogs         | LHJMQ        | 62  | 13 | 30  | 43  | 21  | 17 | 6  | 1  | 7  | 8  |
| 2016–2017    | Saint John Sea Dogs         | LHJMQ        | 45  | 13 | 27  | 40  | 18  | 18 | 8  | 3  | 11 | 4  |
| 2017–2018    | Saint John Sea Dogs         | LHJMQ        | 31  | 6  | 25  | 31  | 26  | —  | —  | —  | —  | —  |
|              | Voltigeurs de Drummondville | LHJMQ        | 33  | 16 | 32  | 48  | 22  | 10 | 5  | 6  | 11 | 10 |
| 2018–2019    | Voltigeurs de Drummondville | LHJMQ        | 59  | 42 | 62  | 104 | 19  | 16 | 8  | 9  | 17 | 12 |
| 2019–2020    | Grand Rapids Griffins       | AHL          | 54  | 11 | 12  | 23  | 18  | —  | —  | —  | —  | —  |
| 2020–2021    | Detroit Red Wings           | NHL          | 1   | 0  | 0   | 0   | 0   | —  | —  | —  | —  | —  |
|              | Malmö Redhawks              | SHL          | 46  | 11 | 9   | 20  | 20  | —  | —  | —  | —  | —  |
|              | Grand Rapids Griffins       | AHL          | 4   | 1  | 2   | 3   | 4   | —  | —  | —  | —  | —  |
| 2021–2022    | Detroit Red Wings           | NHL          | 66  | 8  | 7   | 15  | 22  | —  | —  | —  | —  | —  |
|              | Grand Rapids Griffins       | AHL          | 11  | 6  | 4   | 10  | 4   | —  | —  | —  | —  | —  |
| 2022–2023    | Detroit Red Wings           | NHL          | 81  | 9  | 11  | 20  | 30  | —  | —  | —  | —  | —  |
| NHL totalt   | NHL totalt                  | NHL totalt   | 152 | 18 | 18  | 36  | 56  | —  | —  | —  | —  | —  |
| LHJMQ totalt | LHJMQ totalt                | LHJMQ totalt | 230 | 90 | 176 | 266 | 106 | 61 | 27 | 19 | 46 | 34 |

### Internationellt
| Källa: Uppdaterad: 2021-04-28 | Källa: Uppdaterad: 2021-04-28 | Källa: Uppdaterad: 2021-04-28 |         | Utv = Utvisningsminuter | Utv = Utvisningsminuter | Utv = Utvisningsminuter | Utv = Utvisningsminuter | Utv = Utvisningsminuter |
| År                            | Lag                           | Mästerskap                    | Matcher | Mål                     | Assists                 | Poäng                   | Utv                     |                         |
| ----------------------------- | ----------------------------- | ----------------------------- | ------- | ----------------------- | ----------------------- | ----------------------- | ----------------------- | ----------------------- |
| 2016                          | Kanada                        | Ivan Hlinka                   | 4       | 0                       | 4                       | 4                       | 2                       |                         |
| 2017                          | Kanada                        | Ivan Hlinka                   | 5       | 2                       | 5                       | 7                       | 8                       |                         |
| 2018                          | Kanada                        | U18-VM                        | 4       | 0                       | 3                       | 3                       | 0                       |                         |
| 2019                          | Kanada                        | JVM                           | 5       | 0                       | 2                       | 2                       | 0                       |                         |
| 2020                          | Kanada                        | JVM                           | 6       | 1                       | 5                       | 6                       | 8                       |                         |
| Junior totalt                 | Junior totalt                 | Junior totalt                 | 24      | 3                       | 19                      | 22                      | 18                      |                         |